# Gary Robson
Gary Robson (* 19. Juli 1967 in Cramlington) ist ein englischer Dartspieler, der seine größten Erfolge bei der British Darts Organisation (BDO) errang.

## Karriere
Nachdem Robson zunächst lange Zeit nur auf Amateurniveau aktiv war, tauchte er 1995 erstmals beim World Masters auf. Hierbei verlor er in der ersten Runde gegen den Norweger Vidar Samuelsen. Er spielte fortan weiter auf Turnieren der World Darts Federation (WDF), doch spielte sich erst 2001 wieder ins Rampenlicht. Bei seiner ersten Teilnahme an der BDO World Darts Championship bekam er mit Raymond van Barneveld einen starken Gegner zugelost und verlor. 2003 erreichte er sein erstes Viertelfinale bei der World Darts Trophy.
Auf seinen ersten Sieg im Lakeside Leisure Complex musste Robson noch bis 2004 warten. Hier bezwang er Steve Coote zum Auftakt nach 0:2-Rückstand noch mit 3:2. Auch gegen seinen nächsten Gegner Tony O’Shea zeigte er ein gutes Spiel, verlor aber dennoch. Im darauffolgenden Jahr gewann Robson seinen größten Titel, indem er sich bei der World Darts Trophy in Utrecht gegen Mervyn King im Finale durchsetzte. Er ließ dann auch sein erstes Viertelfinale beim World Masters folgen. Auf dem Weg hierhin besiegte er erneut Mervyn King.
2007 gelang es ihm erstmals in das Viertelfinale der BDO World Darts Championship vorzudringen. Hierzu bezwang er zunächst knapp den Shootingstar Michael van Gerwen. Anschließend war er in einer spannenden Partie gegen John Walton erfolgreich. In diesem Spiel gelangen ihm auch ein Mal sieben perfekte Darts. Er unterlag dann Niels de Ruiter, obwohl er zwischenzeitlich mit 2:0 und 4:2 geführt hatte. Auch bei den weiteren Major-Turnieren erreichte er regelmäßig späte Runden. Bei der Auflage von 2008 traf er zunächst auf den Australier Tony David, den er auch bezwingen konnte. Gegen Darryl Fitton war Robson dann aber chancenlos.
2009 kam er erneut in das Viertelfinale der BDO World Darts Championship. Er schlug dazu Stephen Bunting und Martin Atkins, unterlag dann aber dem späteren Turniersieger Martin Adams. Nach einer schwachen Saison 2009 musste Robson sich für die folgende Auflage qualifizieren, was ihm auch gelang. Den an Nummer fünf gesetzten Ted Hankey konnte er aber klar nicht besiegen.
Bei der BDO World Darts Championship 2011 verlor Robson gegen seine ersten beiden Gegner Steve Douglas und Dave Chisnall nur einen Satz. Anschließend verlor er jedoch knapp gegen Martin Phillips. Bei der Auflage von 2012 wurde Robson erneut gegen Steve Douglas gelost. Dieses Mal verlor er jedoch.
2013 schied Robson ein weiteres Mal in der ersten Runde der BDO-WM aus. 2014 erreichte er das Achtelfinale, wo er Robbie Green unterlag. Besser lief es dafür beim Zuiderduin Masters 2014. Hier erreichte er sein zweites Major-Finale, das er allerdings gegen Jamie Hughes verlor.
Bei der BDO World Darts Championship 2015 gewann er noch einmal ein Spiel und scheiterte dann am Kanadier Jeff Smith. In der Folge gewann er bei vier Versuchen kein Spiel mehr bei der Weltmeisterschaft. Auch bei den anderen Major-Turnieren ebbten die Erfolge langsam ab. 2018 war er einmalig beim Grand Slam of Darts dabei. Trotz eines Sieges gegen Joe Murnan schied er hinter Jonny Clayton und Michael van Gerwen in der Gruppenphase aus.
Robson nimmt bis heute an Turnieren der WDF teil, konnte sich aber seit 2020 nicht mehr für die Weltmeisterschaft qualifizieren. 2024 gewann er bei den Scottish Open nach langer Zeit noch einmal einen Titel.

## Weltmeisterschaftsergebnisse

### BDO
- 2001: 1. Runde (1:3-Niederlage gegen  Raymond van Barneveld)
- 2003: 1. Runde (1:3-Niederlage gegen  Robert Wagner)
- 2004: Achtelfinale (2:3-Niederlage gegen  Tony O’Shea)
- 2005: 1. Runde (1:3-Niederlage gegen  Darryl Fitton)
- 2006: 1. Runde (1:3-Niederlage gegen  Gary Anderson)
- 2007: Viertelfinale (4:5-Niederlage gegen  Niels de Ruiter)
- 2008: Achtelfinale (0:4-Niederlage gegen  Darryl Fitton)
- 2009: Viertelfinale (4:5-Niederlage gegen  Martin Adams)
- 2010: 1. Runde (0:3-Niederlage gegen  Ted Hankey)
- 2011: Viertelfinale (4:5-Niederlage gegen  Martin Phillips)
- 2012: 1. Runde (0:3-Niederlage gegen  Steve Douglas)
- 2013: 1. Runde (1:3-Niederlage gegen  Garry Thompson)
- 2014: Achtelfinale (1:4-Niederlage gegen  Robbie Green)
- 2015: Achtelfinale (3:4-Niederlage gegen  Jeff Smith)
- 2016: 1. Runde (1:3-Niederlage gegen  Madars Razma)
- 2018: 1. Runde (0:3-Niederlage gegen  Glen Durrant)
- 2019: 1. Runde (1:3-Niederlage gegen  David Cameron)
- 2020: 1. Runde (2:3-Niederlage gegen  Ben Hazel)

## Titel

### BDO
- Majors
  - World Trophy: (1) 2005
- Weitere
  - England National Singles: (2) 2011, 2016
  - England Open: (1) 2011
  - Police Masters: (1) 2012
  - England Masters: (1) 2014

### WDF
- Weitere
  - Scottish Open: (1) 2024

### Andere
- British Internationals: (1) 2005 (mit der englischen Mannschaft)
- Isle of Man Open: (1) 2007
- West Brabant Open: (1) 2009
- Tyne and Wear Open: (2) 2010, 2011
- Garioch Masters: (1) 2011
- Granite City Open: (1) 2013